# Vajebah Sakor
Vajebah Sakor (Monrovia, Liberia, 14 de abril de 1996) es un futbolista liberiano con nacionalidad noruega. Juega de mediocampista y su equipo es el Sandnes Ulf de la Primera División de Noruega.

## Selección
| Selección        | Año       | PJ | Goles |
| ---------------- | --------- | -- | ----- |
| Selección sub-17 | 2012-2013 | 9  | 2     |
| Selección Sub-19 | 2014-2015 | 7  | 1     |

## Clubes
| Club                  | País         | Año       | PJ | Goles |
| --------------------- | ------------ | --------- | -- | ----- |
| Asker Fotball         | Noruega      | 2011-2013 | 6  | 0     |
| Rosenborg (cedido)    | Noruega      | 2012      |    |       |
| Juventus de Turín     | Italia       | 2013-2017 | 0  | 0     |
| KVC Westerlo (cedido) | Bélgica      | 2015-2016 | 0  | 0     |
| Vålerenga (cedido)    | Noruega      | 2016      | 26 | 3     |
| Willem II (cedido)    | Países Bajos | 2017      | 1  | 0     |
| IFK Göteborg          | Suecia       | 2017-2018 | 34 | 5     |
| O. F. I. Creta        | Grecia       | 2019-2021 | 2  | 0     |
| SK Brann              | Noruega      | 2021      | 5  | 2     |
| U. S. Triestina       | Italia       | 2022      | 3  | 0     |
| IK Start              | Noruega      | 2023      | 21 | 3     |
| Sandnes Ulf           | Noruega      | 2024-     | 12 | 2     |